# 261-я стрелковая дивизия
261-я стрелковая дивизия — тактическое соединение (стрелковая дивизия) РККА, принимавшая участие в Великой Отечественной войне.

## История
Дивизия находилась в составе действующей армии с 9 сентября 1941 по 20 сентября 1942 года.
261-я стрелковая дивизия (261 сд) сформировалась с июля 1941 года в г. Бердянск по постановлению Государственного Комитета Обороны № ГКО-207сс от 19.07.1941. К концу формирования дивизия насчитывала 10 577 чел., 35 орудий, 78 миномётов, 108 станковых и 163 ручных пулемёта. 9 сентября части 261-й сд включены в 6-ю армию Южного фронта под командованием Малиновского Р. Я. В этот момент 6-я армия занимала левый берег Днепра возле Днепропетровска.
23 сентября 261-ю сд перебросили в район Краснограда. В ходе боёв с 1-й танковой группой Вермахта у реки Самара дивизия понесла тяжёлые потери и обращена в бегство, немецкие войска заняли Новомосковск.
Боевым распоряжением штаба Южного фронта об укомплектовании 74-й и 261-й стрелковых дивизий 12-й армии (14 октября 1941 г.) Рядовой и младший начальствующий состав строевых подразделений, материальную часть, вооружение и конский состав 261 сд обратить на укомплектование 74 сд.
20 сентября 1942 года, согласно приказу командующего 56-й армии, личный состав и вооружение дивизии были переданы частям 30-й стрелковой Иркутской дивизии. С 29 сентября по 12 октября 1941 года дивизия отступала в составе 12-й армии к станции Красноармейская. 12 октября личный состав и ВВТ дивизии переданы на пополнение 79-й сд, а управления дивизии и полков выехали в Ворошиловград на новое формирование. После переформирования, дивизия вошла в состав 24-й армии и заняла оборону на реке Северский Донец у Красного Яра. 22 июля 261-я сд отошла к Новочеркасску. В дальнейшем дивизия отступала в район Кубани.
В ходе наступления на Майкоп в августе 1942 года частей 1-й танковой армии Вермахта, 261-я сд вместе с другими частями 12-й армии отступает за реку Белая. С 14 августа по 20 сентября 1942 дивизия сражалась в районе г. Горячий Ключ.
29 сентября 1942 года управление дивизии и специальные подразделения выехали в город Ереван на новое формирование.
После войны 261-я стрелковая дивизия переформирована в 37-ю стрелковую дивизию в 1955 году. А затем, в 1957 переформирована в 127-ю мотострелковую дивизию. Дислоцируясь в Закавказье, находилась под управлением 7-й гвардейской армии.
В соответствии с Договором о правовом статусе Вооружённых сил Российской Федерации, находящихся на территории Армении, подписанным 21 августа 1992 года, и Договором о российской военной базе на территории Республики Армения от 16 марта 1995 года 127-я мотострелковая дивизия переформирована в 102-ю военную базу.

## Состав
- управление;
- 974-й стрелковый полк (майор Н. Д. Полятков);
- 976-й стрелковый полк;
- 978-й стрелковый полк;
- 809-й артиллерийский полк;
- 326-й отдельный истребительно-противотанковый дивизион;
- 438-я зенитная артиллерийская батарея (541-й отдельный зенитный артиллерийский дивизион);
- 345-я разведывательная рота;
- 550-й сапёрный батальон;
- 628-й отдельный батальон связи;
- 331-й медико-санитарный батальон;
- 293-я отдельная рота химзащиты;
- 714-я автотранспортная рота;
- 147-я полевая хлебопекарня (370-й полевой автохлебозавод);
- 682-й дивизионный ветеринарный лазарет;
- 820-я полевая почтовая станция;
- 834-я полевая касса Госбанка.[5]

- управление: 1 Р-145БМ
- 107-й мотострелковый полк (г. Ленинакан): 10 Т-72, 1 БМП-1, 2 БРМ-1К, 12 Д-30, 2 Р-145БМ, 1 БТР-50ПУМ, 15 МТ-ЛБТ;
- 124-й мотострелковый полк (г. Ленинакан): 10 Т-72, 81 БТР-70, 6 БТР-60, 1 БМП-1, 2 БРМ-1К, 12 Д-30, 2 Р-145БМ, 1БТР-50ПУМ, 15 МТ-ЛБТ;
- 128-й мотострелковый полк (г. Ленинакан): 10 Т-72, 41 БМП-2, 64 БМП-1, 5 БРМ-1К, 2 БТР-70, 12 2С1 «Гвоздика», 4 Р-145БМ, 2 БМП-1КШ, 3 ПУ-12, 1 МТУ-20;
- 1360-й мотострелковый полк (г. Ленинакан): 12 Д-30, 3 1В18, 1 1В19, 3 Р-145БМ;
- 120-й танковый полк (г. Ленинакан): 31 Т-72, 5 БМП-1, 5 БМП-2, 4 БРМ-1К, 2 БТР-70, 1 БМП-1КШ, 2 Р-145БМ, БРЭМ-2, 2 МТУ-20;
- 992-й артиллерийский полк (г. Ленинакан): 36 Д-30, 12 9К51 «Град»;
- 988-й зенитный артиллерийский полк (г. Ленинакан);
- 357-й отдельный ракетный дивизион;
- 772-й отдельный разведывательный батальон (г. Ленинакан): 1 Р-145БМ;
- 628-й отдельный батальон связи (г. Ленинакан): 12 Р-145БМ, 1 БТР-50ПУ;
- 550-й отдельный инженерно-сапёрный батальон (г. Ленинакан): 1 УР-67;
- 626-й отдельный батальон химической защиты;
- 174-й отдельный ремонтно-восстановительный батальон (г. Ленинакан);
- 1552-й отдельный батальон материального обеспечения.

Всего на 19 ноября 1991 года 127-я мсд располагала: 61 танк Т-72, 130 БМП (71 БМП-1, 46 БМП-2, 13 БРМ-1К), 91 БТР (85 БТР-70, 6 БТР-60), 12 САУ 2С1 «Гвоздика», 72 орудия Д-30, 12 РСЗО 9К51 «Град». На начало 1991 года 127-я мсд имела сокращённый танковый парк. Из четырёх мсп один был на БМП, один (сокращённого состава) на БТР, один бронетехнику для мотострелков не имел, а четвёртый располагал лишь управлением и артдивизионом.

## Командиры
- Ерёмин, Михаил Андреевич (18.07.1941—28.09.1941), полковник
- Гудков, Дмитрий Иванович (08.10.1941—03.12.1941), генерал-майор
- Ильин, Александр Михайлович (04.12.1941—25.07.1942), полковник, генерал-майор
- Сердюков, Алексей Григорьевич (26.07.1942—27.10.1942), полковник
- Маслов, Василий Тимофеевич (28.10.1942—04.06.1943), полковник, генерал-майор
- Волкович, Тимофей Иванович (05.06.1943—12.11.1943), полковник
- Митоян, Баграт Саркисович (13.11.1943—01.12.1943), полковник
- Балоян, Нерсес Парсиевич (02.12.1943—март 1946), полковник[7]
- Варюхин, Андрей Петрович (март 1946—август 1946), полковник[8]
- Заиюльев, Николай Николаевич (сентябрь 1949—январь 1951), генерал-майор[9]
- Сиванков, Алексей Иванович (январь 1951—июнь 1953), полковник